# Bogaczewo (powiat ostródzki)
Bogaczewo (dawna nazwa Güldenboden) – wieś w Polsce położona w województwie warmińsko-mazurskim, w powiecie ostródzkim, w gminie Morąg, około 1 km od jeziora Narie. W latach 1975–1998 miejscowość należała administracyjnie do województwa olsztyńskiego. Miejscowość leży w historycznym regionie Prus Górnych
W pobliżu Bogaczewa znajduje się kilka ośrodków wypoczynkowych, kwatery do wynajęcia, baza żeglarska Morąskiego Klubu Żeglarskiego Keja. 
| SIMC     | Nazwa       | Rodzaj    |
| -------- | ----------- | --------- |
| (0482393 | Zwierzyniec | część wsi |

## Historia
Wieś wzmiankowana w dokumentach z roku 1353, jako wieś czynszowa na 40 włokach. Pierwotna nazwa Guldinbodin (zobacz też pobliskie Gulbity). W pewnym okresie wieś nie istniała. W roku 1782 we wsi odnotowano 39 domów („dymów”), natomiast w 1858 w 59 gospodarstwach domowych było 425 mieszkańców. W latach 1937–1939 było 430 mieszkańców. W roku 1973 jako wieś należała do powiatu morąskiego, gmina i poczta Morąg.

Dawniej miejscowość przejściowo stanowiła siedzibę gminy Bramka. 
W latach 1954–1957 wieś należała i była siedzibą władz gromady Bogaczewo, po jej zniesieniu w gromadzie Morąg.
W miejscowości działało Państwowe Gospodarstwo Rybackie Bogaczewo.
Dnia 11 lipca 2016 r. przez wieś przeszła trąba powietrzna. W jej następstwie całkowitemu zniszczeniu uległo kilka budynków mieszkalnych i inwentarskich oraz nastąpiły braki w dostawach prądu.